# Oncopsis wagneri
Oncopsis wagneri är en insektsart som beskrevs av Anufriev 1971. Oncopsis wagneri ingår i släktet Oncopsis och familjen dvärgstritar. Inga underarter finns listade i Catalogue of Life.